# 火山爆发 (南方公园)
《火山爆发》（英語：Volcano）是美国动画喜剧《南方公园》的第3集，于1997年8月27日通过喜剧中心频道在美国首播。在这一集里，斯坦、凯尔、卡特曼和肯尼一起同斯坦的叔叔金波及战友内特去郊外打猎。一路上，斯坦对自己打不到任何活的动物深感失落，卡特曼则开始讲述一种可怕生物的故事，试图吓唬众人。但大家都没想到的是，附近有座火山即将喷发。
本集由《南方公园》主创特雷·帕克和马特·斯通编剧，在美国播出时定为级。帕克与斯通很反感1997年的灾难片《活火熔城》和《天崩地裂》，本集剧情也受到这两部电影的影响。两人在科罗拉多州成长期间看到过很多狩猎活动，这集的剧情就是以狩猎为基础展开，斯坦对这一活动的犹豫反映的正是帕克的真实感受。《火山爆发》按制作顺序是节目的第3集，但播出顺序却排在第2。两位主创都觉得本集中采用的计算机动画同之前的剧集相比有显著改善，并对其中效果类似橙色美术纸的熔岩感到特别满意。
节目播出后获得评论界的普遍好评，并获1997年环境媒体奖提名。根据尼尔森收视率调查数据，观看本集首播的观众人数刚刚超过100万。《南方公园》常见角色內德·古布伦斯基和兰迪·马什都是在这集里首度露面。其中马什是镇上的地质学家，之后的剧集中透露他是斯坦的父亲。名为“Scuzzlebutt”（字面意为“恶心的屁股”）的怪物也是在本集中首度亮相，之后成为高人气小角色，《南方公园10》和《南方公园拉力赛》两款游戏中都有收录。本集还恶搞了20世纪50至60年代的教育短片《卧倒并掩护》，根据该短片的建议，如果发生核打击事件，人们躲到桌子底下就能安然无恙。

## 剧情
斯坦的叔叔金波（Jimbo）和越战战友內德（Ned）带着斯坦、肯尼、凯尔和卡特曼一起到山区打猎。金波首先教孩子们如何打猎，即每当看到有什么动物的时候先开枪，然后大喊“那东西正朝我们冲过来！”这样就能辩称自己只是出于自卫而打死动物。斯坦的个性不适合打猎，一直没能打到一头活的动物。而肯尼则连连告捷，令金波非常满意。与此同时，南方公园地质学家兰迪（Randy）发现，孩子们打猎所在的那座山其实是活火山，并且即将喷发。他马上通知市长，后者指示助手针对危机做适当安排。
金波对肯尼的表现很满意，称他是自己的名誉侄子，斯坦对此有些不满。夜幕降临，卡特曼讲了个有关“Scuzzlebutt”（字面意为“恶心的屁股”）的恐怖故事，这种怪物的一只手是芹菜，还有一条腿是帕特里克·杜菲（Patrick Duffy）。另外几个孩子并不相信卡特曼的故事，所以他决定第2天早上扮成Scuzzlebutt的模样吓唬众人。其他人早上醒来后发现卡特曼不在，于是一起去找他。他们看到卡特曼扮成的“Scuzzlebutt”后向其开枪，卡特曼于是拼命逃跑，但在山脚下被众人追上。斯坦希望能打中“怪物”，改变自己在叔叔眼中的形象，但他实在下不了手，卡特曼于是趋此机会脱掉身上的伪装。另一边，兰迪命令镇上居民在低海拔位置挖出一条大沟，希望能将火山喷发流出的熔岩引离南方公园。
火山突然爆发了，孩子们和两个成人试图逃离，但却被镇民挖出的大沟挡住去路，真正的Scuzzlebutt也在这时出现。金波向孩子们道歉，后悔将他们带入这样的绝境，众人都没想到的是，Scuzzlebutt编了个柳条筐，把他们装进去带到安全地带。噴湧而出的熔岩正如兰迪计划的那样流入大沟，但由于他在计算上出现失误，熔岩顺着大沟流向丹佛并摧毁了这座大城市。这个时候，斯坦为了向叔叔证明自己而开枪打死了Scuzzlebutt。金波看到这一幕后告诉斯坦，他永远都会是自己的侄儿，但“有些东西你能杀，有些不能。”斯坦对此迷惑不解，因为就在不久前，金波还试图杀死Scuzzlebutt保护大家。内德这时说，他现在明白了枪是件多么愚蠢的东西，然后把手中的步枪扔在地上，但步枪却突然开火把肯尼打死了。最后，剩下的3个孩子觉得打猎是件很愚蠢的事，决定回家看动画片。

## 制作

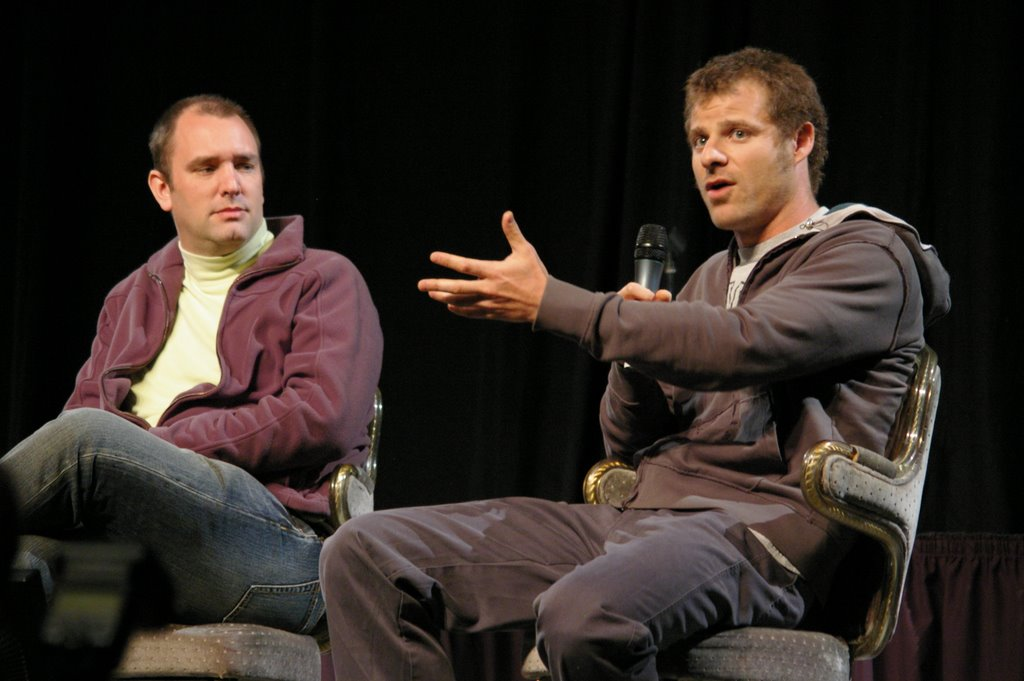
《火山爆发》的剧本由《南方公园》主创特雷·帕克和马特·斯通共同创作

《火山爆发》由《南方公园》主创特雷·帕克和马特·斯通共同编剧并执导。剧本创作期间，好莱坞火山题材灾难片《天崩地裂》（Dante's Peak）和《活火熔城》先后上映，帕克和斯通都觉得这是历史上最烂的两部电影，《火山爆发》的创作也受其影响。斯通表示：“如果你先看这一集再去看《活火熔城》，你会觉得这集更有意义。”本集播出时正担任《南方公园》制作人的黛比·莱布林（Debbie Liebling）表示，剧中的火山爆发同样是为了让观众明白，南方公园就是个“什么事都有可能发生”的地方。斯通和帕克都承认，地处科罗拉多州的小镇南方公园不可能真的有火山爆发，但是《活火熔城》的剧情发生在洛杉矶，“要是他们能这么干，那我们也能。”同样，两人承认剧中镇民挖出的隧道不可能真的令熔岩改道，但帕克指出，几乎任何电影都会这么演，“可以说他们就是这么蠢。”
帕克和斯通在科罗拉多州成长期间见证过很多狩猎活动，这些经历也是本集剧情的重要灵感来源。两人都不喜欢打猎，据帕克表示，他和父亲都很讨厌这种杀害动物的运动，只是爷爷很喜欢，就像剧中的金波一样，斯坦对狩猎犹豫不决的矛盾心理很大程度上就是帕克和父亲的真实经历。帕克还称，第1季中许多剧集的内容在1997年尚属禁忌，虽然这种情况通常在5年后就会有所改观，但《火山爆发》却是个例外。剧中的孩子们不但有喝啤酒，还在狩猎期间以枪口指住对方，帕克觉得，随着1999年科伦拜校园事件的发生，喜剧中心频道应该不可能再重播这集：“那个时候，孩子们用枪指着对方从一定程度上还是件有趣的事，但（现在）已经不再让人觉得好笑了。”
《南方公园》动画师在制作前4集期间一直致力于完善各个角色的动画制作。《火山爆发》是在《增肥4000》之后制作，帕克和斯通觉得到这集时，画面纹理已有改善，孩子们眼睛周围的线条这类小细节也趋于完善。虽然试播集《卡特曼的肛门探针》的动画是用彩色美术纸绘制而成，但其后的剧集都是采用计算机动画制作。不过，帕克和斯通都希望剧集保留原本粗糙的视觉风格，例如他们都特别要求本集中的夜空看起来要像是在黑色纸张上剪出小孔来模拟星星的效果，就像《卡特曼的肛门探针》那样。两人对这集裡熔岩的动画感到特别自豪，称这些镜头都花了好几个小时来完善，不过最后的效果只是类似于橙色美术纸。从火山中射出，差点炸死肯尼的熔岩弹直接源自电影《活火熔城》。帕克和斯通在同喜剧中心频道高管黛比·莱布林闲聊期间想到创作“Scuzzlebutt”的思路，两人当时就开始绘出角色，在其身上画出芹菜手和帕特里克·达菲形象的腿都没有什么特别原因。此后Scuzzlebutt还曾在第2季第7集《永远的边境小镇》（City on the Edge of Forever）中再度亮相。Scuzzlebutt还是卡特曼一角荒谬预言成真的第一个实例，之后的剧集裡，卡特曼还会多次给出同样荒唐而不切实际的预言，再由剧情证明这些预言居然都是真的。斯通对此称：“他（说）对的情况比（说）错的要多。”
《火山爆发》于1997年8月13日开始制作，正好是《卡特曼的肛门探针》首播当天。喜剧中心高管对这集的大部分内容都没有意见，但他们觉得凯尔在和斯坦说话时放屁这一镜头应该删除，因为这个屁对剧情发展没有任何作用，他们觉得这也没有什么有趣的地方。但帕斯和斯通坚持认为这一镜头应当保留，称这个屁有趣的地方就在于没有任何作用。剧中卡特曼在篝火旁向众人讲述Scuzzlebutt的故事时出现他面部的特写镜头，但这时篝火竟然停止了跳动。两位主创在剧集制作完成后发现这处失误，但已经没有足够时间在播出前修正，所以这一错误也就出现在播出的节目中。剧中一个户外镜头出现的猫看起来和帕克的猫杰克（Jake）一模一样。在科罗拉多州生活期间，帕克曾在一次野营时试图向他人表演“印第安火焰把戏”，把汽油倒到火堆上想令火烧得更旺，这段经历就是本集中奈德身上着火情节的灵感来源。据帕克所说，当时并没有谁身上真的被火点着，但火势一度失控，差点就把整片树林都烧没了。《火山爆发》拍完后，帕克和斯通发现节目长度比所需还短了两分钟，于是又新增了奈德围着火堆演唱（意为“从此经过”）的镜头，以及厨师和市长看到火山即将爆发的新闻时感到震惊的长时间定格镜头。
除Scuzzlebutt以外，《南方公园》常见角色奈德·古布伦斯基和兰迪·马什都是在《火山爆发》中首度露面。兰迪在这集中的身份不过是镇上的地质学家，到了本季第5集《象猪交合》时观众才知道原来他还是斯坦的父亲。据为兰迪一角配音的帕克称，这个人物的形象、嗓音和个性都是根据自己的父亲设计，而且他正是美国地质调查局的地质学家。帕克还称，父亲在现实生活中非常淡定，兰迪在本集中发现火山即将爆发时还是很淡定地在喝咖啡，帕克称这正是“我爸对任何事情的反应”。奈德的外貌是根据帕克念高中时的画作设计，不过剧集中为他加上了辅助发音的发声盒。帕克和斯通就读科罗拉多大学期间曾在波德一家肯德基餐馆就餐，奈德的嗓音就是受餐馆中一位女招待的影响。据两人表示，他们有时前去这家餐馆就是为了听她的声音，但由于她的嗓音非常低沉，以至两人在向她点菜时就会没了胃口。两位主创在制作奈德的嗓音时遇到困难，他们试图直接把话筒贴着喉头说话，也试过使用真正的辅助发声盒，但最终决定还是用自然语音仿真效果最为理想。
1998年5月5日，《火山爆发》和另外5集节目的录像带套装发布，这也是《南方公园》首度发行家用媒体。全套共有3卷，本集和《卡特曼的肛门探针》一起收录在第1卷，一起发布的另外4集分别是《象猪交合》、（Death）、《增肥4000》和《基哥哥爱之船》。2002年11月12日，《南方公园：第一季完整版》（South Park: The Complete First Season）的发布，其中收录了第1季包括《火山爆发》在内的13集节目。帕克和斯通为每集都录制了评论音轨，但由于其中某些语句涉及的“标准”问题而未纳入，两人都不接受收录这些音轨所需要的剪辑和审查，最终所有评论音轨都是经单独发行。从2008年开始，观众还可以通过官方网站免费在线观看包括《增肥4000》在内的每一集《南方公园》。

## 文化参照和影响
本集中出现了一段名为《熔岩和你》（Lava and You）的虚构教育片，其中称，人在遭遇熔岩时只要蹲下并抱住头即可，熔岩会安全地从他们身上流过，不会造成伤害。这部教育片是戏仿20世纪50至60年代的教育短片《卧倒并掩护》（Duck and Cover），根据该短片的建议，一旦发生核打击，孩子们只需躲到桌子底下或是靠在墙上就是安全的。帕特与斯通和许多对短片持批评态度的人一样，觉得这些“办法”让人完全听不下去，根本不相信真正发生核打击之时，这些方法能发挥任何作用。根据剧中的描述，金波和奈德都是越战老兵，越南民主共和国和越南共和国之间的这场军事冲突发生在1959至1975年，年幼的卡特曼根本就不可能参与，但他在剧中却声称自己有经历过这场战争的回忆。帕特里克·杜菲是美国电视演员，以出演《朱门恩怨》（Dallas）和《一步一步来》（Step by Step）闻名，他在《火山爆发》中作为Scuzzlebutt的一条活生生的腿出现。马特·斯通声称，选择杜菲来当这条活腿并没有什么特别原因，他就是个毫不起眼的演员：“他就是这样超级平淡。感觉就像：怎么可能会有人是帕特里克·杜菲的影迷呢？”
Scuzzlebutt将一颗星星放到树顶上的镜头意指1964年动画片《红鼻子驯鹿鲁道夫》（Rudolph the Red-Nosed Reindeer）的类似镜头，该片中有一只雪怪将圣诞节的星星挂到大树顶上。《火山爆发》中众人前去打猎的虚构山峰叫埃文斯通山（Mount Evanston），这一名称源于落基山脉在科罗拉多州克利尔克里克县境内的弗兰特山脉（Front Range）最高峰埃文斯山（Mount Evans）；另一个地点尼科尔斯峡谷（Nichols Canyon）则是以帕克的朋友科特·尼科尔斯（Kirt Nichols）命名。金波在剧中指责民主党制订法律，对猎人和枪击所有者实施过于严格的限制。得知几个孩子因火山爆发身处险境时，市长麦克丹尼尔斯想到的是提高自己的知名度，主动联系《今夜娱乐》（Entertainment Tonight）和《内幕报导》（Inside Edition）在内的多个电视新闻栏目。
《火山爆发》中的多句台词在《南方公园》剧迷中有很高的人气，如金波所说的“那东西正朝我们冲过来！”（It's coming right for us!），卡特曼的“民主党真气死我了！”（Democrats piss me off!）和“动画片最棒了！”（Cartoons Kick Ass!），其中最后一句还曾印在恤上。虽然Scuzzlebutt在本集中所起的作用毫不起眼，但它却成为《南方公园》中的高人气小角色，之后还收录在《南方公园10》（South Park 10: The Game）和《南方公园拉力赛》（South Park Rally）两款游戏中。厨师在这集中演唱的歌曲《火热熔岩》（Hot Lava）之后还收录在1998年的原声带唱片《厨师援助：南方公园唱片》（Chef Aid: The South Park Album）中。

## 反响
《火山爆发》于1997年8月20日通过喜剧中心频道在美国首播，电视分级为级。根据尼尔森收视率的统计数据，本集的首播观众人数同之前的《南方公园》剧集接近，均略超过100万，对于当时的美国有线电视节目来说成绩斐然。环境媒体协会（Environmental Media Association）提名本集“电视情景喜剧”类环境媒体奖。但最终获奖的是《辛普森一家》第8季第21集《老人与莉萨》（The Old Man and the Lisa）。
节目播出后获得评论界的普遍好评。《今日美国》的马特·劳什（Matt Roush）称赞剧集表现，特别是其中对《卧倒并掩护》的嘲讽。澳大利亚的《广告商报》（The Advertiser）觉得这集“淫荡得简直不像话”，而且“搞笑得歇斯底里”。《华盛顿邮报》评论家汤姆·夏尔斯（Tom Shales）觉得本集比前作《增肥4000》更有趣。新西兰奥克兰《周日之星时报》（The Sunday Star-Times）的彼得·霍伊斯（Peter Hawes）认为，《火山爆发》既有趣又机智：“一部粗糙的动画片再度将美国人的民族心理表现得恰如其分”。他很欣赏节目中这种成人比孩子更不懂事的描绘手法，并且特别喜欢剧中嘲讽《卧倒并掩护》的内容：“这简直可笑到令人恐惧，其中一字一句地再现了美国政府1952年制作并发布的那部简直疯狂的原子弹安全（教育）影片，裡面介绍的方法根本没有任何作用”。苏格兰格拉斯哥的《每日纪事报》（Daily Record）称赞剧集表现，觉得其中有着实打实的幽默：“无论喜欢还是讨厌，你都无法忽视这部成人动画电视剧集，让它咬上一口可比让它狂吠要严重得多”。